# Hotenja
Hotenja, także Hotenjka lub Hatenja – potok w Słowenii, uchodzący do Trebušicy.